# Erika Stefani

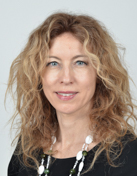
Erika Stefani (2018)

Erika Stefani (* 18. Juli 1970 in Valdagno) ist eine italienische Anwältin und Politikerin (Lega) und seit 2013 Mitglied des im italienischen Senats. Vom 13. Februar 2021 bis zum 22. Oktober 2022 war sie Ministerin für Behinderungen im Kabinett Draghi sowie von 2018 bis 2019 Ministerin für regionale Angelegenheiten und Autonomien im Kabinett Conte I.

## Politische Karriere
Stefani engagierte sich seit 1999 in der Politik, als sie als Kandidatin für den Stadtrat in der Gemeinde Trissino kandidierte und die Wahl gewann. Anschließend trat sie der Lega Nord bei und wurde 2009 als Stadträtin auf die Lega Nord-Parteiliste wiedergewählt. Während ihrer letzten Amtszeit war sie außerdem stellvertretende Bürgermeisterin von Trissino und Stadträtin.
Bei den italienischen Parlamentswahlen 2013 trat sie als Kandidatin ihrer Partei für den italienischen Senat für den Wahlkreis Venetien an und zog als Senatorin in das Parlament ein. Sie wurde bei den Wahlen 2018 im Wahlkreis Vicenza wiedergewählt.
Am 1. Juni 2018 wurde Erika Stefani als Ministerin für regionale Angelegenheiten und Autonomien vereidigt. Sie diente bis zum 5. September 2019.
Am 13. Februar 2021 wurde Stefani zur italienischen Ministerin für Behinderungen ernannt.